# Eurybia unxia
Eurybia unxia är en fjärilsart som beskrevs av Frederick DuCane Godman och Osbert Salvin 1885. Eurybia unxia ingår i släktet Eurybia och familjen Riodinidae. Inga underarter finns listade i Catalogue of Life.